# 62日の砂時計
『62日の砂時計』（ろくじゅうににちのすなどけい）は、曽根原澄子による日本の漫画作品である。

## 概要
漫画雑誌『なかよし』（講談社）で、1983年〈昭和58年〉11月号から1984年〈昭和59年〉3月号に連載された。

## あらすじ
憧れの文芸部部長・神津先輩が引退をするため、新学期の9月1日の朝にもかかわらず憂鬱な中学生の主人公・里美は、転校生の剛と出会う。後に、剛が同人誌『猫のゆりかご』で毎回で毎回特選を受賞している「砂川一人」と同一人物だと判明する。剛から告白され、里見の誕生日であり、『猫のゆりかご』の入選発表日でもあ11月1日に告白の返事をしてほしいと告げられた里見は、11月1日に先輩への返事を行おうとするが、剛の態度のせいで先輩に勘違いされてしまう。それに起こった里見は、剛に誕生日プレゼントであった砂時計のキーホルダーを投げ返して、自転車で離れようとするが、剛は里見の目の前でトラックに跳ねられて死亡してしまう。
気がつくと、里見は9月1日に戻っていた。そして、里見は11月1日に死ぬ運命にある剛の死を回避するための努力を始める。

## 登場人物
里美（さとみ）
誕生日は11月1日。文芸部の作品集では主に童話を執筆している。
剛（ごう）
9月1日に転校してきた転校生。花子のいとこで、父親の砂川一人は神津雅彦の父・日向翔のゴーストライターを務めている他、自身も「砂川一人」として『猫のゆりかご』での執筆活動を行っている。
神津 雅彦（こうづ まさひこ）
里見の憧れの対象となっている文芸部の部長。父に作家の日向翔を持つ。自身も「猫のゆりかご」に投稿し、佳作に入選している。

## 書誌情報
曽根原澄子 『62日の砂時計』 講談社〈講談社コミックスなかよし〉、全1巻
- 1巻、1984年4月6日発行、ISBN 4-06-108465-8[2]